# Lawrence Thienchai Samanchit

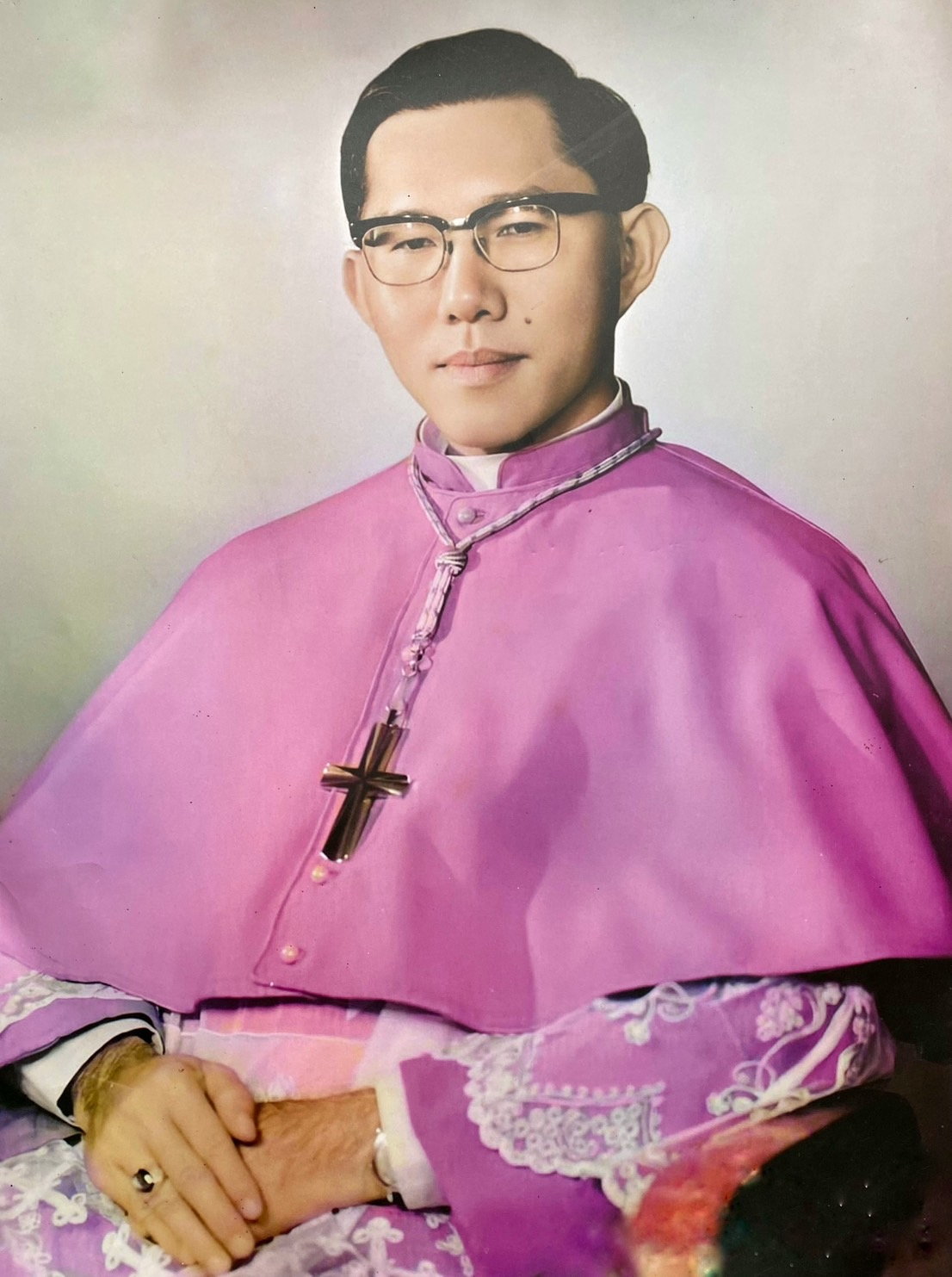
Lawrence Thienchai Samanchit

Lawrence Thienchai Samanchit (Thai: ลอเรนซ์ เทียนชัย สมานจิต, Aussprache: [lɔːren tʰiːanʨʰaj sàmaːnʨìt]; * 28. November 1931 in Ban Huaphai, Tambon Khok Khinon, Amphoe Phan Thong, Provinz Chonburi, Zentralthailand) ist ein emeritierter Bischof von Chanthaburi.

## Leben
Lawrence Thienchai Samanchitempfing am 29. Januar 1959 die Priesterweihe und wurde in den Klerus des Bistums Chanthaburi inkardiniert.
Papst Paul VI. ernannte ihn am 3. Juli 1971 zum Bischof von Chanthaburi. Die Bischofsweihe spendete ihm der emeritierte Bischof von Chanthaburi, Francis Xavier Sanguon Souvannasri, am 3. Oktober desselben Jahres; Mitkonsekratoren waren Joseph Khiamsun Nittayo, Erzbischof von Bangkok, und Michel Kien Samophithak, Erzbischof von Thare und Nonseng. 
Am 4. April 2009 nahm Papst Benedikt XVI. sein aus Altersgründen vorgebrachtes Rücktrittsgesuch an.